# کروشتسه
کروشتسه (به صربی: Krušce) یک منطقهٔ مسکونی در صربستان است که در نیش واقع شده‌است.